# Veszprém KC
Veszprém KC is een Hongaarse handbalclub uit Veszprém, Omdat Telekom de hoofdsponsor is van de club is de clubnaam naar Veszprém, Telekom Veszprém.

## Shirtssponsor
| Periode   | Kledingsponsor | Shirtsponsor                   |
| --------- | -------------- | ------------------------------ |
| 2006–2007 | Puma           | MKB Bank / T-Mobile            |
| 2007–2010 | Jako           | MKB Bank / T-Mobile            |
| 2010–2012 | Adidas         | MKB Bank / T-Mobile            |
| 2012–2013 | Adidas         | MKB Bank / T-Mobile / Veszprém |
| 2013–2015 | Adidas         | MKB Bank / MVM / Veszprém      |
| 2015–2017 | Adidas         | Balaton / Veszprém             |
| 2017–     | Hummel         | Telekom / Veszprém             |

## Erelijst
| Competitie                     | Aantal | Jaren |
| ------------------------------ | ------ | --- |
| Internationaal                 |        | |
| Wereldkampioenschap voor clubs | 1×     | 2024 |
| EHF Cup Winners’ Cup           | 2x     | 1991/92, 2007/08 |
| SEHA League                    | 5x     | 2014/15, 2015/16, 2019/20, 2020/21, 2021/22 |
| Nationaal                      |        | |
| Landskampioenschap             | 28x    | 1985, 1986, 1991/92, 1992/93, 1993/94, 1994/95, 1996/97, 1997/98, 1998/99, 2000/01, 2001/02, 2002/03, 2003/04, 2004/05, 2005/06, 2007/08, 2008/09, 2009/10, 2010/11, 2011/12, 2012/13, 2013/14, 2014/15, 2015/16, 2016/17, 2018/19, 2022/23, 2023/24                            |
| Bekerwinnaar                   | 31x    | 1984, 1988, 1988/89, 1989/90, 1990/91, 1991/92, 1993/94, 1994/95, 1995/96, 1997/98, 1998/99, 1999/00, 2001/02, 2002/03, 2003/04, 2004/05, 2006/07, 2008/09, 2009/10, 2010/11, 2011/12, 2012/13, 2013/14, 2014/15, 2015/16, 2016/17, 2017/18, 2020/21, 2021/22, 2022/23, 2023/24 |